# Pardal de bardissa pit-roig
El pardal de bardissa pit-roig (Prunella rubeculoides) és un ocell de la família dels prunèl·lids (Prunellidae). El seu estat de conservació es considera de risc mínim.

## Hàbitat i distribució
Habita garrigues, arbusts i vegetació de ribera als Himàlaies, al nord de Pakistan, nord de l'Índia des de Caixmir cap a l'est fins Bhutan i Arunachal Pradesh, sud-oest del Tibet i nord de la Xina.